# Company of Cutlers in Hallamshire
La Company of Cutlers in Hallamshire es una empresa de cubertería y diversos artículos de metal ubicada en Hallamshire, Sheffield (Inglaterra. Fue fundada en el año 1624 mediante ley parlamentaria. El líder o miembro de principal se denomina Master Cutler. Su leyenda dice: Pour Y Parvenir a Bonne Foi (Para suceder mediante la buena fe). 

## Acta parlamentaria
El acta del parlamento del año 1624 daba jurisdicción sobre:

all persons using to make Knives, Blades, Scissers, Sheeres, Sickles, Cutlery wares and all other wares and manufacture made or wrought of yron and steele, dwelling or inhabiting within the said Lordship and Liberty of Hallamshire, or within six miles compasse of the same

## Literatura
- G. I. H. Lloyd, The Cutlery Trades: an historical essay in the economics of small scale production (1913; repr. 1968).
- D. Hey, The fiery blades of Hallamshire: Sheffield and its neighbourhood, 1660-1740 (Leicester University Press 1991). 193-140.